# Alexander Taylor
Pour les articles homonymes, voir Taylor.
Alexander Taylor (1802-1879) est un médecin écossais, installé à Pau en 1837, qui a contribué à la notoriété et au développement de la ville de Pau, en publiant en 1842 un traité vantant les mérites de son climat : De l’influence curative du climat de Pau et des eaux minérales des Pyrénées sur les maladies.

## Biographie

### Une rencontre déterminante
Alexander Taylor est né en 1802 en Écosse, dans la ville d’Aberdeen. Il obtient son diplôme de docteur en médecine à l’Université d’Édimbourg.
C’est fortuitement qu’il découvre la ville de Pau. En 1833, à 31 ans, il fait partie, en qualité de médecin, du corps expéditionnaire britannique déployé à San Sebastián, au Pays basque espagnol, pendant la guerre carliste de succession au trône d’Espagne. Exposé aux ravages de la dysenterie et du typhus, il finit par être lui-même contaminé, et gravement atteint, se retrouve évacué vers Bayonne.
Convalescent, il vient se soigner à Pau à l’automne 1837, où il rejoint un certain nombre de ses concitoyens, chez qui la ville jouissait déjà d’une réputation flatteuse. En quelques semaines, il recouvre totalement la santé, et en ressort convaincu que le climat de la ville a eu un effet déterminant dans sa guérison rapide.

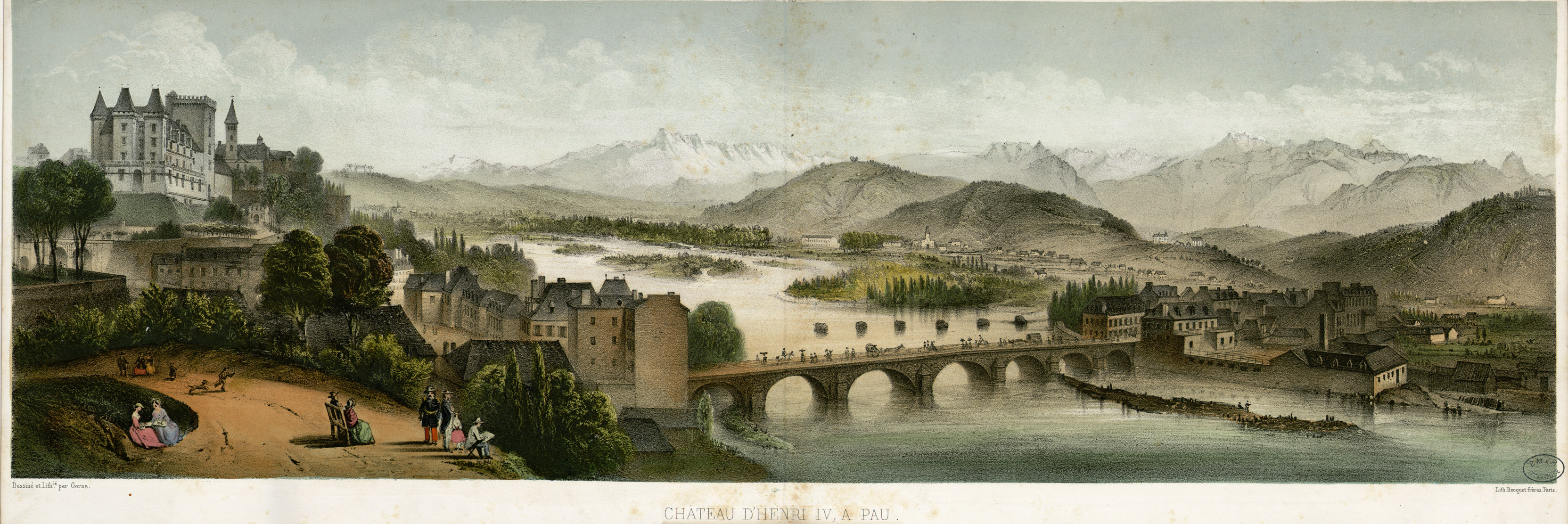
Le château et le gave de Pau au pied des Pyrénées

Le docteur décide alors de s’installer en Béarn et ouvre en 1838 un cabinet médical pour soigner une clientèle britannique qui s’est accrue au cours des années 1820-1830. En parallèle avec ses consultations, il entreprend la rédaction d’un ouvrage consacré aux vertus du climat palois, et le fait paraître en 1842 sous le titre : De l’influence curative du climat de Pau et des eaux minérales des Pyrénées sur les maladies.

### Un rôle de précurseur
Dans son traité, le Dr Taylor développe une analyse approfondie en comparant le climat de Pau avec celui de plusieurs villes françaises et européennes. En s’appuyant sur une méthode statistique, il conclut que c’est dans la capitale béarnaise que la durée de vie est la plus longue. Il attribue ces vertus au calme de l’atmosphère, à l’absence de vent et à une configuration géographique particulière qui protège la région de phénomènes atmosphériques ou épidémiques. Un climat sain et apaisant, où le froid n’est jamais excessif, recommandé aux personnes à la santé délicate.

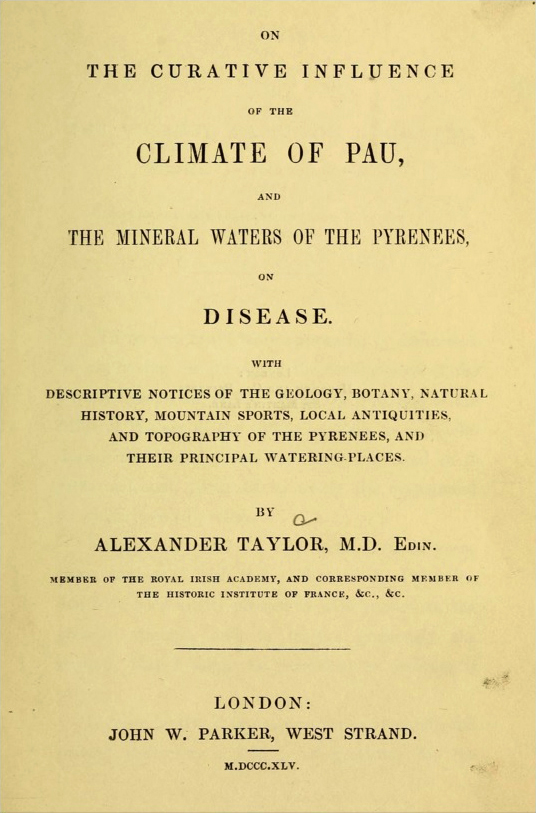
Traité du Docteur Alexander Taylor sur l’influence curative du climat de Pau

De plus, il ne se limite pas aux aspects strictement médicaux : il propose des conseils pratiques aux résidents et aux touristes, et préconise entre autres pour Pau des travaux urbanistiques destinés à rendre la ville plus harmonieuse.
Dès la parution du traité en Angleterre, de larges extraits en sont diffusés dans des publications locales, traduits par l’avocat palois Patrick O’Quin, futur maire de Pau. En 1843, grâce à une souscription, une traduction in extenso est publiée à Pau. Le Dr Taylor fait même l’hommage d’un exemplaire de son ouvrage au roi des Français Louis-Philippe, qui lui répond par une lettre très flatteuse. Dès 1844, une réimpression en est faite au Royaume-Uni. L’ouvrage est également traduit dans la plupart des grandes langues européennes, puis maintes fois réimprimé ou réédité, ce qui lui confère une large audience au-delà d’un public exclusivement anglo-saxon.
Devant ce succès important, l’impact est immédiat en Grande-Bretagne : de nombreux sujets britanniques viennent profiter des bienfaits de cette station méconnue du piémont pyrénéen. La réputation de Pau est assurée. La tranquille cité béarnaise, bourgeoise et provinciale, se transforme en station de villégiature animée. La présence de cette société mondaine donne un coup de fouet à l’économie de la cité : le marché du travail se développe, les commerces se multiplient, le secteur du bâtiment déborde d’activité. La colonie d’outre-Manche, forte de 300 membres, va presque tripler en près de dix ans.

### Les retombées
Les nouveaux arrivants conservent leurs traditions. Fondé en 1824 par une poignée de gentlemen écossais, le Cercle anglais, qui servait à l’origine de lieu de lecture, concentre désormais les codes de l’aristocratie britannique. Les habitués se réunissent pour s’échanger les derniers potins de la ville, ou deviser golf et équitation tout en buvant du whisky ou en jouant au bridge.
La palette des loisirs anglais trouve dans la région un terrain d’expression particulièrement propice à son développement. Le Pau Hunt Drags, fondé en 1840, héritier de la tradition anglaise de la vènerie, perpétue la chasse à courre au renard. La colonie britannique se passionne pour les courses d’obstacles qui voient le jour sur l’hippodrome du Pont-Long à compter de 1842 : le meeting de Pau, organisé chaque année en février, attire nombre d’écuries et de parieurs venus d’outre-Manche, et constitue le point culminant de la saison hivernale. En 1856 naît le Pau Golf Club, le premier golf sur le continent européen, fondé sur le modèle de celui de St Andrews, en Écosse. Des compétitions internationales prestigieuses y voient le jour. Si bien que Pau mérite alors pleinement ses galons de « Reine des sports », décernés par l’International Herald Tribune. Désormais, la notoriété de la station béarnaise est durablement assurée par une implantation britannique qui atteindra son apogée entre 1860 et 1880.
Cette impulsion apportée grâce aux travaux du Dr Taylor est à l’origine d’un âge d’or que connaît la ville au cours de la deuxième partie du XIXe siècle. Pau subit alors un réaménagement urbain de grande envergure, avec la construction de luxueuses villas, la création du parc Beaumont, un vaste parc à l’anglaise d’allure romantique, l’inauguration du palais d’Hiver — aujourd’hui palais Beaumont — aménagé pour accueillir la riche clientèle en villégiature, et, point d’orgue, la construction en 1899 de l’emblématique boulevard des Pyrénées, avec son panorama unique sur la chaîne pyrénéenne.

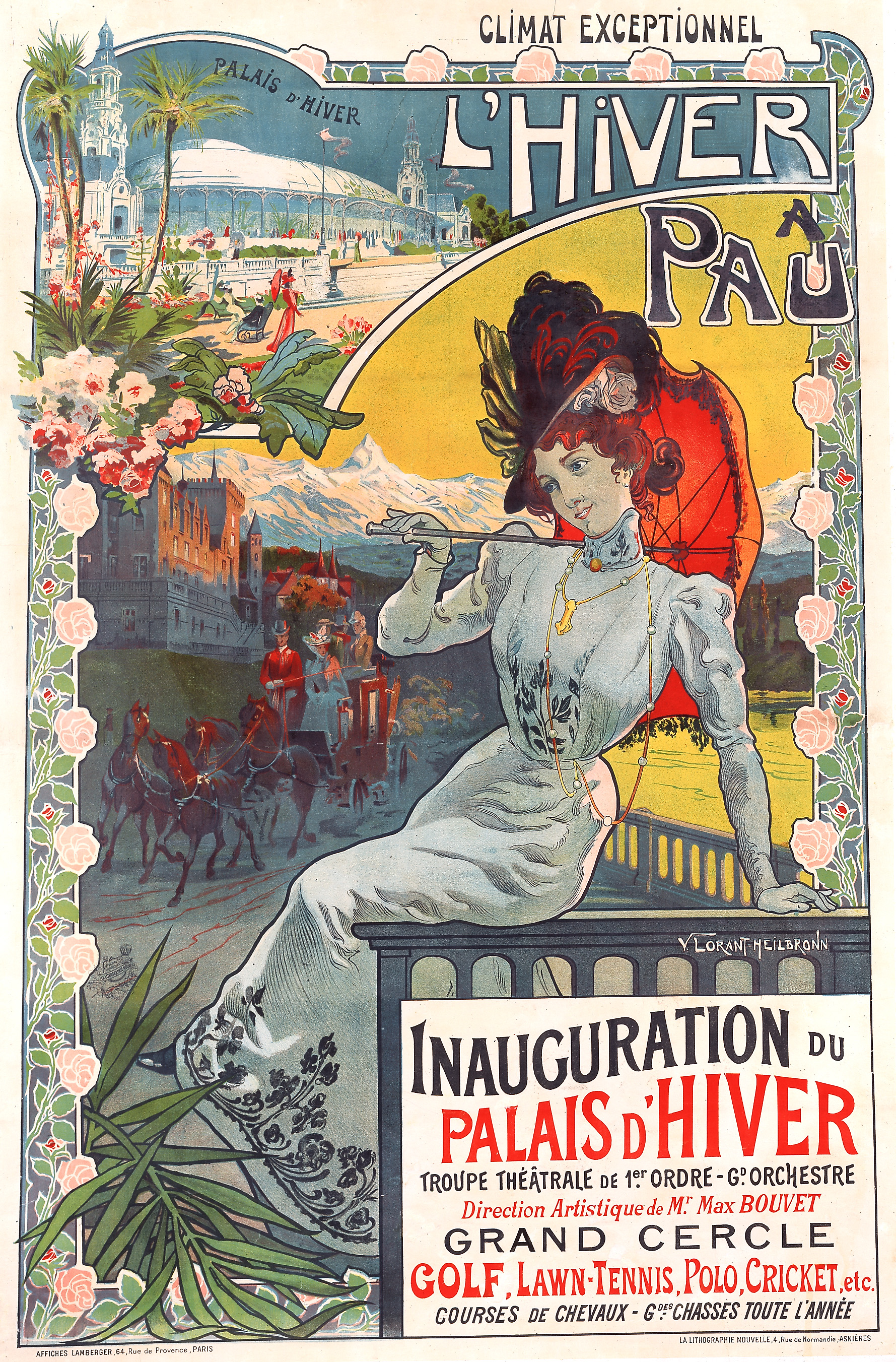
Affiche publiée à l’occasion de l’inauguration du Palais d’Hiver de Pau

### Le temps des hommages
Alexander Taylor est anobli par la reine Victoria en 1865, à 63 ans. À titre anecdotique, la municipalité de Pau lui décerne le titre honorifique de parrain de la nouvelle plantation de tilleuls effectuée sur la place Royale en mars 1878, en lui permettant à cette occasion de remplacer un ancien sycomore, célèbre parmi la colonie anglaise, dont il s’était toujours plu à vanter la précocité du feuillage comme indice indiscutable de la douceur du climat de Pau.

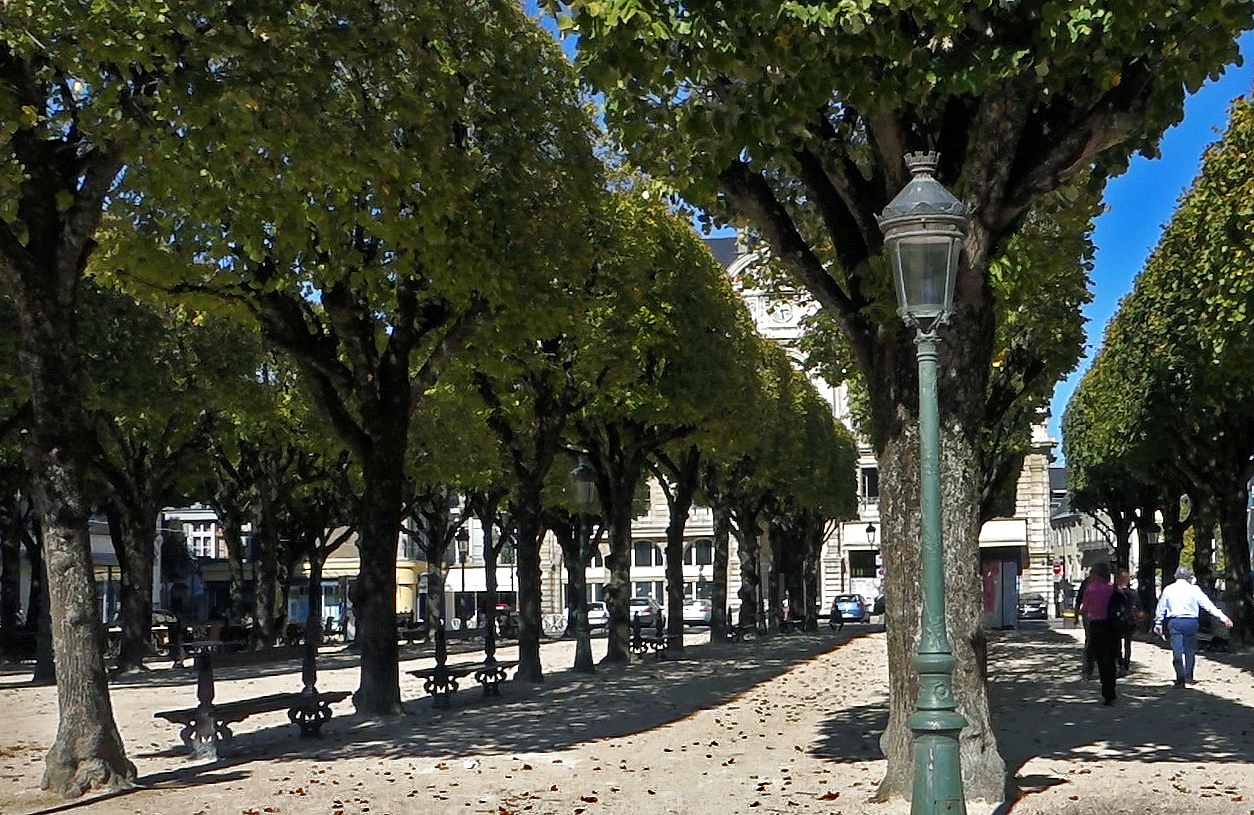
Plantation de tilleuls sur la Place Royale de Pau

Quelques mois plus tard, après le décès de sa femme Julia, il se retire dans une pension de famille de la rue Montpensier. C’est à Londres qu’il s’éteint au cours de son ultime voyage en Grande-Bretagne, le 18 mai 1879.
Après plus de quarante années de pratique à Pau, le Dr Taylor choisit de reposer dans sa cité d’adoption, au pied des Pyrénées. Il est inhumé au cimetière municipal, au milieu des tombes de ceux de ses compatriotes qui avaient reçu ses soins.
À la fin de sa vie, Alexander Taylor a pu mesurer l’ampleur des transformations dont il fut directement ou indirectement à l’origine. En cette fin du XIXe siècle, Pau est devenue une cité élégante, où se pressent pensions de famille, maisons d’habitation et hôtels de luxe prêts à accueillir une clientèle exigeante.

### Le souvenir du passé
Grâce à l’action du Dr Taylor, l’empreinte anglaise s’est enracinée et a marqué durablement la ville : elle en porte encore les traces dans son patrimoine.
Mais au-delà du développement marquant que connut la ville au XIXe siècle et dont il fut l’un des principaux artisans, il ne reste aujourd’hui que peu de choses du nom de Taylor à Pau : une rue à son nom en centre ville, inaugurée en 1881, et un hommage à sa mémoire et à celle de sa femme sur un vitrail du Temple Protestant, rue Serviez. 

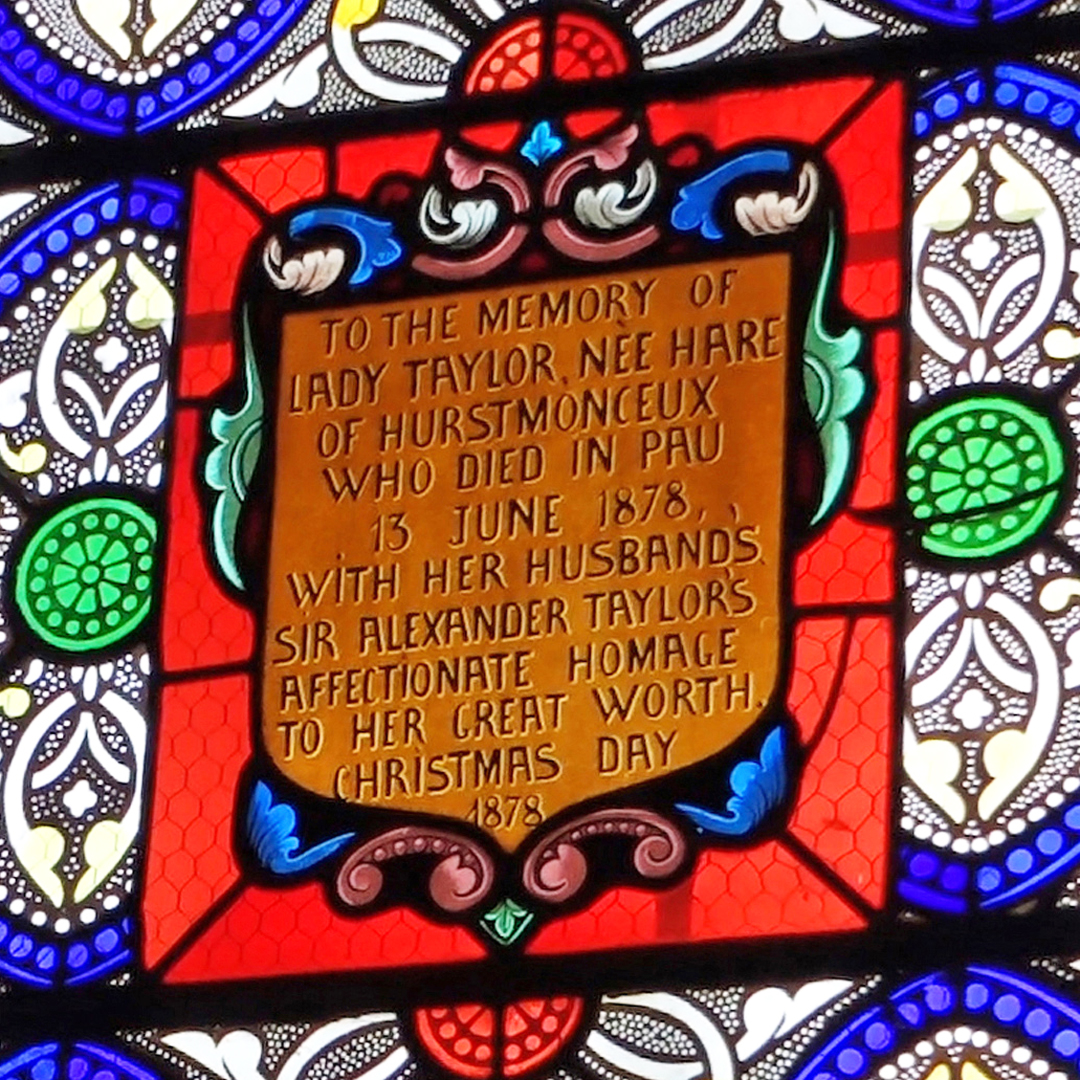
Hommage à la mémoire du Docteur Taylor et à celle de sa femme dans le Temple Protestant de Pau

Sans oublier sa sobre pierre tombale au cimetière municipal. Lors d’une extension du cimetière au cours des années 1980, le carré anglais a été déplacé, mais une vingtaine de monuments funéraires britanniques a pu être conservée et restaurée, en attendant une prochaine réhabilitation.
Toutefois, la modeste tombe du docteur Taylor est restée en place. Elle accueille tous les visiteurs intéressés par le patrimoine historique de la ville, et soucieux de rendre hommage à l’un de ses principaux bienfaiteurs.

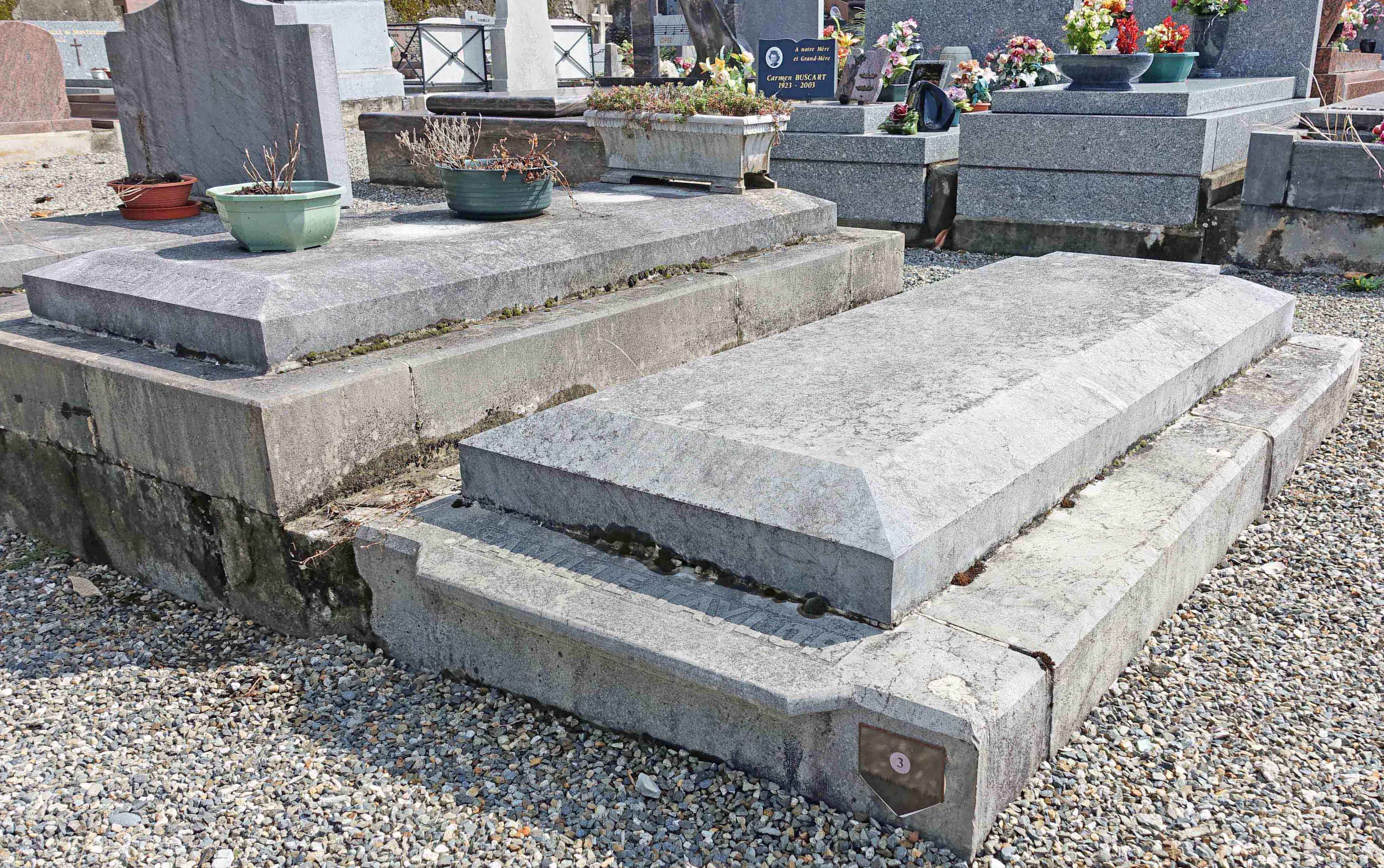
Tombe d’Alexander Taylor au cimetière municipal de Pau

## Principales publications
- On the curative influence of the climate of Pau and mineral waters of the Pyrénées on disease, with descriptive notices of the geology, botany, natural history, mountain sports, local antiquities and topography of the Pyrénées, and their principal watering places, 1843
- A comparative enquiry as to the preventative and curative influence of the Climate of Pau and of Montpellier, Hyères, Nice, Rome, Pisa, Florence, Naples, Biarritz, Etc. on Health and Disease, 1856
- Climate for Invalids; or, a comparative enquiry as to the preventative and curative influence of the Climate of Pau, and of Montpellier, Hyères, Nice, Rome, Pisa, Florence, Naples, Biarritz, Etc. on Health and Disease, 1861

## Distinctions
- Member of the Royal Irish Academy
- Corresponding Member of the Historic Institute of France
- Anobli par la Reine Victoria en 1865
- Parrain de la plantation des tilleuls de la Place Royale à Pau (Pyrénées-Atlantiques) en 1878

## Monuments
- Rue portant son nom à Pau (Pyrénées-Atlantiques)
- Hommage à sa mémoire sur un vitrail du Temple Protestant, rue Serviez à Pau (Pyrénées-Atlantiques)